# Einliniendiagramm
Ein Einliniendiagramm ist eine Form von Stromlaufplan, welche primär im Bereich der elektrischen Energietechnik Anwendung findet. Mit einem Einliniendiagramm werden 3-phasige Stromnetze vereinfacht dargestellt. Ein Bezug auf einzelne Außenleiter erfolgt in dieser Darstellung nicht, die Darstellung kann auch bei asymmetrischen Dreiphasensystemen Anwendung finden. Alle elektrischen Elemente sind durch standardisierte Symbole repräsentiert. Diese Darstellungsart und deren Symbole sind in der DIN EN 60617-6:1997-08 Graphische Symbole für Schaltpläne - Teil 6: Schaltzeichen für die Erzeugung und Umwandlung elektrischer Energie (IEC 60617-6:1996), normiert.

## Allgemeines

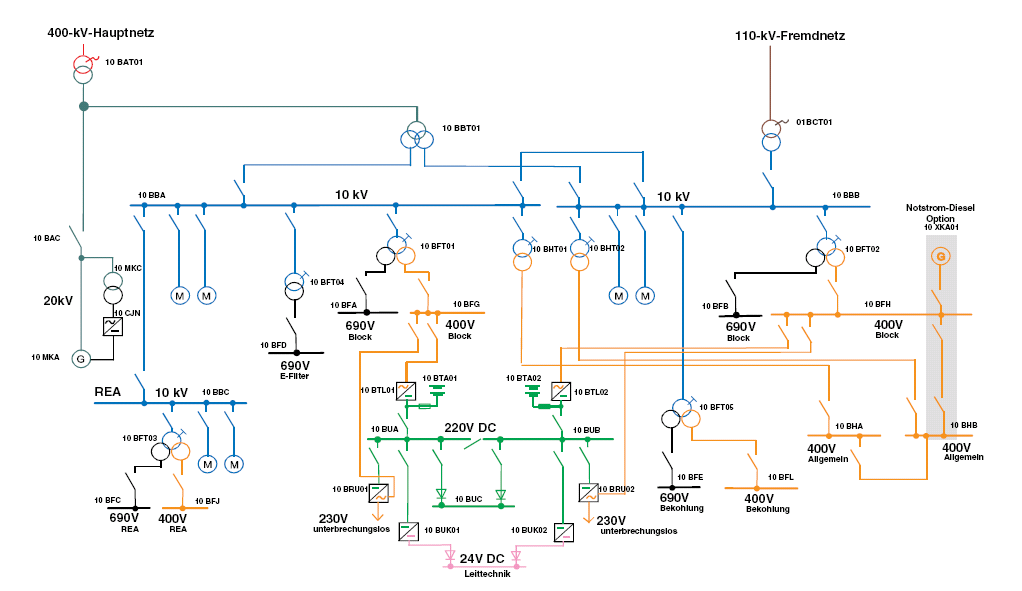
Einliniendiagramm eines Kohlekraftwerkes

Ausschnitt aus einem Einliniendiagramm eines Umspannwerkes

Einliniendiagramme dienen dazu, übersichtlich elektrische Anlagen wie beispielsweise in Kraftwerken oder elektrischen Energieverteilungsnetzen darzustellen. Eine wesentliche Anwendung ist die Lastflussberechnung. Je nach Bedarf und Anwendung werden in dem Diagramm neben den normierten Schaltsymbolen für Transformatoren, Lastschalter, Generatoren oder Wechselrichter auch Spannungs- oder Leistungsflussangaben eingetragen. Bei Kraftwerksanlagen werden auch die wesentlichen Verbraucher wie Pumpen dargestellt, weitergehende Details fehlen allerdings. Häufig werden diese Größen zur weiteren Vereinfachung relativ im sogenannten Per-Unit-System dokumentiert.
In nebenstehender Abbildung ist das Einliniendiagramm eines Blocks eines Kohlekraftwerks darstellt. Darin weist jede Spannungsebene eine eigene Farbe auf. Links ist der Hauptgenerator mit Fremderregung dargestellt, links oben der Maschinentransformator für die direkte Anspeisung in das Hochspannungsnetz. Während des Betriebs versorgt sich das Kraftwerk direkt vom Hauptgenerator über den oben zentrisch abgebildeten Eigenbedarfstransformator, welcher zwei redundant ausgeführte 10-kV-Stromschienen speist. Aus dem Eigenbedarf wird die Leit- und Steuertechnik, diverse Pumpen und Elektrofilter gespeist. Zur Sicherung gegen Ausfälle sind verschiedene Notstromversorgungen vorgesehen. Der dargestellte Kraftwerksblock ist nicht schwarzstartfähig und benötigt zum Anfahren die rechts oben eingezeichnete extern zugeführte 110-kV-Anspeisung.
Die Art der Abstraktion und die Beschränkung dieser Diagramme auf das Wesentliche ist vergleichbar mit den R&I-Diagrammen in der Verfahrenstechnik.